# Tango
Argentinski tango je urbani družabni ples, ki izvira iz revnejših četrti dveh velemest v Latinski Ameriki: iz Buenos Airesa v Argentini ter Montevidea v Urugvaju. Danes ga plešejo na vseh straneh sveta. V posameznih državah ga zaradi manjših prilagoditev imenujejo po svoje (finski tango, japonski tango). Enako ime kot ples ima posebna glasba v dvo ali štiričetrtinskem taktu. Lahko je igrana ali spremljana s petjem. Koren besede je latinski »tangere« (dotikati se); drugi njegov izvor iščejo predvsem v afriških izrazih za boben ali pri podobnih starejših plesih. Je ples v paru, plesalca ga večinoma plešeta v objemu in najbolj običajno v dvorani. Prostor ali prireditev, kjer se pleše samo tango, se imenuje milonga. Evropski, delno prilagojen način plesanja tanga pa je uvrščen med pet standardnih plesov.
Za argentinski tango sta značilni nenehna medsebojna komunikacija in improvizacija obeh plesalcev. Vsak gib v plesu je tekoče dogovorjen, občuten med partnerjema. Vnaprej naučenih povezav figur celega plesa argentinski tango ne pozna, razen različice tanga, ki se pleše kot predstava (tango show). Kljub temu imajo določene prvine, ki se jih kombinira vsakič drugače, svoja imena, na primer ocho (osmica), barrida, caminata, colgada, cruce (križanje), enrosque, gancho, giro (obrat), lapiz, media luna (polmesec), mordide (sendvič), pasada, piernazo, rueda, sacada (presek), salida, salto (poskok), soltada, tomada, volcada, voleo, itd.
Poznamo tudi tekmovalni ples tango, ki se ga pleše v zaprti drži (močen "okvir rok" in kontakt) v kontaktu s soplesalcem. Uvrščen je med standardne plese. Ženska ima pri argentinskem tangu odprte oz. "Latin" čevlje, pri standardnem pa t. i. zaprte čevlje. Zato tekmovalni ples tango uvrščamo med standardne in ne med latinskoameriške plese.

## Zgodovina tanga
Natančen izvor tega plesa ni in ne more biti povsem raziskan, ker se je razvil spontano, bil preplet različnih vzorov in plesov z več celin. Že ime je nejasno, prvič se je pojavilo okoli leta 1808 v Montevideu. Pomen besede so si razlagali različno, označeval naj bi boben, hrupni ples črncev ali zabavo, kmalu tudi ples v paru. Po nekaterih teorijah naj bi bilo ime izposojeno iz afro-kubanske besede »tangana«. V Braziliji so tudi kubansko habanero imenovali tango, toda že pred 1. svetovno vojno se je iz brazilske habanere razvila milonga, kot predhodnica današnjega argentinskega tanga. Ples milonga je bil pogosto na zelo slabem glasu, ker so ga prvotno plesali revnejši sloji v predmestjih. Zato so ga skušali pod novim imenom prilagoditi in narediti bolj primernega za družabni ples. Zaradi argentinskih značilnosti je postala milonga, potem ko se je spremenila v tango, bolj sentimentalna. Rojstno mesto pravega tanga je bilo poleg Montevidea tudi na zahodni obali La Plate v Buenos Airesu, zato tango pogosto imenujemo argentinski tango. V časopisih so ga omenili leta 1866. Evropo je začel osvajati postopoma, po letu 1907, ko so se argentinski študenti iz tedaj bogate države v večjem številu odločali za študij v Evropi. Pariz ga je kot prva velika prestolnica prevzel in po svoje kultiviral v letih pred prvo svetovno vojno. Za tango so sprva menili in pisali, da je pohujšljiv zaradi izvora, domnevno povezanega z bordeli, zaradi tesne drže, novih, dekoltiranih in oprijetih ženskih oblek brez ozkih korzetov ter zaradi izzivalnih plesnih figur, ki so bile v primerjavi z današnjimi enostavne in stroge. Nasprotovali so mu konservativni vladarji in duhovniki, do najvišjih. Camille de Rhynal pa je tango spretno preoblikoval v družabni ples za tango čajanke. Zmagovito leto za tango v Parizu je bilo 1912 in podobno leto kasneje v več mestih Evrope. Razvila se je posebna moda, ki je omogočala nove plesne gibe, celo eno od različic oranžne barve so poimenovali po plesu. K njegovi popularizaciji je veliko prispeval film ter v različnih filmih nastopajoči nepozabni filmski igralci in plesalci, med najbolj zgodnjimi Italijan Rodolfo Valentino. Pozneje, po prvi svetovni vojni in vse do svoje smrti leta 1935, je svetovno slavo žel Argentinec Carlos Gardel, najbolj znan ustvarjalec tango glasbe med obema vojnama. Po letu 1935 in vse do 1952 je tango v Argentini doživel drugo zlato obdobje; le malo manj v Evropi, kjer je po letu 1939 prevladovala druga svetovna vojna, po njej pa novi ameriški plesi. Kasneje je tango populariziral Al Pacino in ob njem številni drugi igralci in plesalci v novih filmih, v plesnih dvoranah in sodobnejših medijih. Sedanji papež Frančišek je izjavil, da obožuje tango in da ga je v mladosti rad plesal, kar potrjujejo njegovi biografi in njegova plesalka iz tistega časa.

## Tango v Sloveniji
Kot družabni ples se v Sloveniji plešeta standardni (evropski) tango in argentinski tango. Argentinski tango z vsemi različicami ritmov postaja vedno bolj popularen in posamezne skupine ter plesne šole prirejajo posebne prireditve, milonge, v različnih dvoranah in krajih po Sloveniji. Deluje že dober ducat plesnih šol, največ v Ljubljani, kar je razumljivo, saj gre pretežno za ples meščanov. Tango je bil v Ljubljani v starejši obliki dokumentirano uveljavljen že nekaj let pred prvo svetovno vojno. Vpeljali so ga šolani plesni učitelji, ki so prišli iz severne Italije po letu 1900. V Ljubljani je eden med njimi redno delal vsako zimsko sezono; poučeval je različne plese in različne sloje nemško in slovensko govorečih prebivalcev. Vplivi so verjetno posredno prihajali tudi z Dunaja ter Gradca (tango so v Mariboru javno plesali kmalu za Ljubljano) in dokazano neposredno iz Argentine z izseljenci in mornarji, ki so redno zahajali v Trst. V nekaj letih je postal tango popularen v večjih središčih, predvsem med slovenskimi liberalci v Ljubljani in v njenih plesnih dvoranah: najprej v Narodnem domu (sedanja Narodna galerija). Nekaj let kasneje so ga plesali v Unionski dvorani, Kazini in desetletje kasneje v tedaj novi športni dvorani na Taboru. Vrhunec je doživel že tik pred prvo svetovno vojno, čeprav ga takrat niso smeli plesati oficirji v uniformah. Javno ga je napadala še katoliška duhovščina, celo tedanji knezoškof v Ljubljani Anton Bonaventura Jeglič. V Mariboru je bil tango uradno predstavljan le nekaj dni za Ljubljano; verjetno pod vplivi s severa. Po prvi svetovni vojni je njegov pomen na Slovenskem najprej nekoliko upadel, čeprav so ga poznali celo na posameznih vaških veselicah. Za tem se je razvijal kot zelo popularen družabni, standardni ples v večjih krajih in po podeželju do začetka nove vojne; širjenje plesa so spodbudili in omogočili novi gramofoni. Ponekod smatrajo to obdobje kot zlato obdobje tanga. Za prevladujočim valčkom je bil običajno med tremi plesi, ki so jih na plesnih prireditvah igrali in plesali najbolj pogosto. Kljub temu so mu javno nasprotovali številni mnenjski voditelji, celo liberalno usmerjen časopis Edinost v Trstu. Tam so leta 1927 objavili ogorčen članek Marička poskoč!, v katerem nasprotujejo two stepu, tangu in drugim nespodobnim plesom. Po drugi svetovni vojni so ga preglasili novi plesi in ritmi iz ZDA. Ostajal je med standardnimi plesi, vendar v svoji evropski, prilagojeni različici za plesne dvorane. Po letu 1945 je bila v vsej Evropi in ne samo v Sloveniji uveljavljena standardna, evropsko-ameriška različica tanga. Živela je v plesnih dvoranah, v ritmih novih popevk tedanje Jugoslavije ali celo med narodnozabavnimi melodijami. V Argentini je modnost tanga za nekaj časa zamrla, v večji meri v tretji četrtini stoletja. V Sloveniji argentinska kultura dolgo ni bila popularna, posebej zaradi političnih nasprotij med državama.
Argentinski tango je postal na Slovenskem znova bolj priljubljen v zadnjem desetletju 20. stoletja, najbolj v večjih mestih Slovenije. Njegov vpliv je k nam prišel posredno, skozi modo v ZDA, ki je sledila Madonni in njeni vlogi Evite v istoimenskem filmu. Prvi je argentinski tango v Sloveniji redno poučeval učitelj plesa Uroš Andič, ko se je septembra 1996 vrnil iz ZDA v Ljubljano. Postopen razvoj je spodbudil uspeh slovenskih plesalcev (Andreja Podlogar, Blaž Bertoncelj), ki sta v Franciji leta 1998 osvojila naslov svetovnih prvakov v tangu. Par je bil do sedaj edini iz Slovenije, ki se je uveljavil v širšem prostoru Evrope prav z argentinskim tangom. V Ljubljani in drugih mestih Slovenije (Maribor, Celje, Nova Gorica, Novo mesto, Izola, Koper) so se razcvetele različne šole argentinskega tanga. Večina prireja milonge, najbolj aktivne celo odmevna mednarodna srečanja z gostujočimi plesalci in učitelji (100 % tango). Druge šole ga širijo v manjše kraje, redke pa razvijajo kreativno nadgradnjo samostojnega izraza ali tango nuevo. Najbolj kontinuirano prirejajo tango festivale z uravnoteženo domačo in tujo udeležbo v Idriji. Tango glasbo, posebej Astorja Piazzole, igra in promovira uveljavljeni harmonikar iz Idrije, Marko Hatlak. Poletni festivali popularno tango glasbo vedno bolj redno uvrščajo na svoje programe. 
Ob argentinskem v plesnih šolah po Sloveniji med standardnimi plesi kontinuirano učijo evropski »tango«, ki ima bolj natančno določene figure. Za argentinski tango so značilni posebna drža, veliko improvizacije, prilagajanje soplesalcev, samostojno delo nog, menjalni koraki, včasih figure in prestopanje na mestu. Plesalca menjata hitre in počasne, daljše in krajše korake. Argentinski tango se je še pred letom 2000 zelo uveljavil med kulturniki. Njegova ambasadorka in promotorka je slovensko francoska pisateljica Brina Švigelj Merat (Brina Svit). Med domačimi slikarji ga je s poudarjenimi barvami v seriji slik upodobil Erik Lovko. Kot reprezentančna knjiga je izšel poseben katalog njegovih risb tega plesa. S tangom se je profesionalno ukvarjal in ga proslavil v Sloveniji in izven nje koreograf in baletni plesalec Edward Clug (Tango, 1998). Ustvarjene so bile različne gledališko plesne predstave (npr. igralka Vesna Pernarčič); gledališko plesno predstavo Othello je koreografiral  Blaž Bertoncelj. Predstava je bila večkrat uprizorjena v Sloveniji in poleti 2016 tudi v Buenos Airesu v Kulturnem centru Kirchner. Lirične pesmi o tangu je zapisala in v posebni zbirki izdala Darka Mazi: Tango z možem. Promocijske milonge v različnih krajih (Podsreda, Goriška Brda,) prireja skupina El Fuego. Režiser Metod Pevec je posnel film, kjer se urbana ljubezenska zgodba vrti okoli tanga Vaje v objemu. Kot učitelj tanga v filmu nastopa U. Andič. Plesno dvorano so uredili v Sokolskem domu na Taboru. V Slovenijo so pogosto vabljeni učitelji in plesalci tanga iz drugih dežel. Širšim dimenzijam tanga kot ustvarjalnega izraza se je znanstveno posvetil Blaž Bertoncelj v svojem magisteriju in z omenjeno predstavo Othella. Argentinski tango je na listi nesnovne dediščine UNESCO od leta 2009. Razvoj je stopnjevan tudi z gledališkimi predstavami, npr. S. Mrožka Tango v Drami SNG 2023. Koncerte tanga izvajajo različni glasbeniki. Med odmevnimi so Marko Hatlak in v Argentini vzgojena pevca, Marko in Bernarda Fink.

## Stili
Vsak plesalec tanga razvije svoj lasten stil plesa, določeni stili plesanja pa so opisani z izrazi
- Tango milonguero - ples v zaprti drži, ki temelji na tesnem stiku med plesalcema
- Tango de Salon (salonski tango) - eleganten ples, pri katerem se objem praviloma ne odpre
- Tango Nuevo - sodobnejša oblika tanga v razrahljanem objemu in na različnih glasbenih podlagah
- Tango Fantasia ali Show - odrska različica argentinskega tanga